# Lepechiniella
- Commons
- Wikispecies

Lepechiniella é um gênero de plantas pertencente à família Boraginaceae.